# Yurimaguas
Yurimaguas è una città del Perù, situata nella regione di Loreto, capoluogo della provincia di Alto Amazonas.